# Middelfart Museum
Middelfart Museum er et selvejende kulturhistorisk museum, der er statsanerkendt i henhold til museumsloven. Museet har Middelfart Kommune som sit geografiske ansvarsområde, hvor det varetager kulturhistorien for nyere tid, dvs. fra år 1500 til i dag. Derudover arbejder museet med psykiatrihistorie med afsæt i det tidligere psykiatriske hospital i Teglgårdsparken og i Region Syddanmark. Den arkæologiske virksomhed i Middelfart Kommune varetages af Odense Bys Museer.
Museet har to permanente udstillinger; en i Henner Friisers Hus i Brogade 8, hvor der fortælles om byens og egnens historie og om marsvinsjægerne, og en i Teglgårdsparken 17, hvor der fortælles om den psykiatriske historie. Derudover fremvises der hver sommer særudstillinger i Algade 8, hvor også museumscaféen, Cafe Inga, ligger.

## Historie fra 1919 til i dag
Middelfart Museumsforening blev stiftet i 1919 med det formål at oprette et museum. Foreningen afholdt i sommeren 1920 en fest, hvor overskuddet fra entré gav 9.700 kr. Gennem yderligere arbejde var der i 1928 nok penge til at købe og istandsætte Henner Friisers Hus i Brogade 8, hvorved museet fik sin egen udstillingsbygning. Udstillingen bestod i mellemkrigstiden bl.a. af møbler, malerier, stenredskaber, en samling af porcelænshunde og modist Emilie Schmidts damehatte.
Henner Friisers Hus er opkaldt efter den fiktive person Henner Friiser, der var færgemændenes og marsvinsjægernes formand i B. S. Ingemanns roman Erik Menveds barndom, og som ifølge myten boede i Brogade 8. Huset blev opført omkring 1575-1600 og var ved åbningen som museum i 1928 netop blevet istandsat af Nationalmuseet, så dets ydre fremstod og stadig fremstår originalt som i år 1600.
I 1962 blev Middelfart Museum statsanerkendt og fik dermed en fast leder. Den post blev fra 1962 til 1971 varetaget af pensioneret overbibliotekar Valdemar Tønnesen. Først i 1978 fik museet en faguddannet og lønnet leder med ansættelsen af arkæologen Joel Berglund.
Udstillingen i Henner Friisers Hus fortæller i dag om byens og egnens historie og om marsvinsjægerne, og der fortælles om husets egen bygningshistorie og historie som beværtning for rejsende med færgerne over Lillebælt. Museet har igennem årene suppleret udstillingen i Henner Friisers Hus med udstillinger på andre adresser. Blandt andet var der i en længere årrække udstilling i Algade 4. Denne er dog i dag lukket. I 2015 åbnede museet et lokale til særudstillinger i Algade 8, hvor museet også har sin administration.
Samtidig har museet gradvist udvidet sin virksomhed. I 1992 blev Middelfart Byarkiv udskilt fra Middelfart Bibliotek og blev i stedet en afdeling af Middelfart Museum. Nogle år senere, i 1999, overtog museet Psykiatrisk Samling, som var grundlagt af tidligere ansatte på det nu nedlagte Middelfart Sindssygehospital. Psykiatrihistorien blev siden i 2013 et af museets særlige fokusområder.
I 2016 etablerede museet et samarbejde med Middelfart Kommune om at etablere et stadsarkiv, der fremover vil tage vare på kommunale dokumenter, som i henhold til arkivloven skal bevares for eftertiden.

## Organisation

### Museumsledere 1928-nu
(Listen er ikke fuldkommen. Hjælp gerne med at udbygge den.)
- 1962-1971: Valdemar Tønnesen, pensioneret overbibliotekar (samtidig leder af Middelfart Byarkiv).
- 1978-1980: Joel Berglund, cand.mag. i forhistorisk arkæologi (museets første faguddannede og lønnede leder).
- Ca. 1980-1991: Lise Sandersen
- 1991-2002: Peter Dragsbo, mag.art. i europæisk etnologi.
- 2002-2012: Harriet Hansen, cand.mag. i historie og fransk.
- 2012- : Maiken Nørup, cand.mag. i etnologi.

### Bestyrelse
Middelfart Museums bestyrelse består af ni personer, hvoraf de seks personer er identiske med bestyrelsen for Middelfart Museumsforening. To medlemmer er udpeget af Middelfart Byråd, og ét medlem er udpeget eksternt. Den nuværende formand for bestyrelsen er (fra 2018) pensioneret sparkassedirektør Hans Erik Brønserud.

### Udstillingssteder
- Henner Friisers Hus, Brogade 8 (byens og egnens historie m.m.).
- Algade 8 (særudstillinger og byarkiv).
- Teglgårdsparken 17 (psykiatrihistorie).
- Galsklintvej 2 (ekstern udstilling ved Bridgewalking om den første Lillebæltsbro fra 1935).
- Lillebælt-Værftet på Gammel Havn (ekstern udstilling om Lillebælts maritime historie).

## Middelfart Byarkiv og Stadsarkiv
Middelfart Byarkiv er en afdeling af Middelfart Museum og har egen læsesal i Algade 8. Byarkivet blev grundlagt i 1955 på privat initiativ af overbibliotekar Valdemar Tønnesen. I 1960 blev det overtaget af Middelfart Kommune og blev fra 1970 en afdeling af Middelfart Bibliotek. I 1992 blev arkivet en del af Middelfart Museum. Middelfart Byarkivs opgave er at indsamle og bevare historiske arkivalier fra privatpersoner, foreninger og virksomheder m.m. i Middelfart Købstad og Vejlby Sogn.
I november 2015 besluttede Middelfart Byråd at etableres et stadsarkiv for Middelfart Kommune med henblik på at bevare dokumenter skabt af den kommunale forvaltning fra 1869 til i dag, idet disse er omfattet af arkivlovens bevaringsbestemmelser. Stadsarkivet blev etableret som et samarbejde med Middelfart Museum og Byarkiv og begyndte sit arbejde i 2016.